# Вишенка (Мінська область)
Вишенка (біл. вёска Вишенка) — село в складі Червенського району Мінської області, Білорусь. Село підпорядковане Руднянській сільській раді, розташоване в центральній частині області.